# Svetovno prvenstvo v športni gimnastiki 1922
Svetovno prvenstvo v športni gimnastiki 1922 je bilo sedmo svetovno prvenstvo v športni gimnastiki, ki se je odvijalo 11. in 12. avgusta 1922 na ljubljansken stadionu. 

## Medalje
| Poz | Država                 | Zlato | Srebro | Bron | Skupaj |
| 1   | Kraljevina Jugoslavija | 6     | 6      | 1    | 13     |
| 2   | Češkoslovaška          | 6     | 3      | 0    | 9      |
| 3   | Francija               | 0     | 0      | 1    | 1      |

## Rezultati

### Ekipni mnogoboj
| Poz | Telovadci | Točke   |
| --- | --- | ------- |
| 1   | Češkoslovaška Stanislav Indruch, Miroslav Karásek, Miroslav Klinger, Josef Maly, Frantisek Pechácek, Frantisek Vanecek | 773,000 |
| 2   | Kraljevina Jugoslavija · Stane Derganc, Slavko Hlastan, Leon Štukelj, Peter Šumi, Vladimir Simončič, Stane Vidmar      | 764,000 |
| 3   | Francija · Jean Gounot, Louis Marty, Jacques Moser, Robert Morin, Alexandre Pannetier, Marco Torrès                    | 636,000 |

### Individualni mnogoboj
| Poz | Telovadec          | Točke   |
| --- | ------------------ | ------- |
| 1   | Peter Šumi         | 135,250 |
| 1   | Frantisek Pechanek | 135,250 |
| 3   | Stane Derganc      | 132,250 |

### Konj z ročaji
| Poz | Telovadec         | Točke  |
| --- | ----------------- | ------ |
| 1   | Miroslav Klinger  | 19,250 |
| 2   | Leon Štukelj      | 19,000 |
| 2   | Peter Šumi        | 19,000 |
| 2   | Stanislav Indruch | 19,000 |

### Obroči
| Poz | Telovadec        | Točke  |
| --- | ---------------- | ------ |
| 1   | Leon Štukelj     | 19,750 |
| 1   | Peter Šumi       | 19,750 |
| 1   | Joseph Maly      | 19,750 |
| 1   | Miroslav Karasek | 19,750 |

### Bradlja
| Poz | Telovadec         | Točke  |
| --- | ----------------- | ------ |
| 1   | Leon Štukelj      | 20,000 |
| 2   | Stane Derganc     | 19,000 |
| 2   | Stane Vidmar      | 19,000 |
| 2   | Vladimir Simončič | 19,000 |
| 2   | Miroslav Klinger  | 19,000 |
| 2   | Stanislav Indruch | 19,000 |

### Drog
| Poz | Telovadec        | Točke  |
| --- | ---------------- | ------ |
| 1   | Leon Štukelj     | 20,000 |
| 1   | Peter Šumi       | 20,000 |
| 1   | Miroslav Klinger | 20,000 |